# سونیک راش
سونیک راش (به انگلیسی: Sonic Rush) یک بازی پرشی توسعه‌یافته توسط سونیک تیم و دیمپس می‌باشد که به‌عنوان بخشی از مجموعهٔ سونیک خارپشت برای نینتندو دی‌اس منتشر گردیده‌است. این بازی در ۱۵ نوامبر سال ۲۰۰۵ در آمریکای شمالی، در ۱۸ نوامبر در مناطق پال و در ۲۳ نوامبر در ژاپن منتشر گردید.